# River Stour (Nordsee)
Der River Stour ist ein Küstenfluss in East Anglia mit einer Länge von 76 km (47 Meilen). Er liegt in Cambridgeshire, Suffolk und Essex im Südosten Englands und bildet in seinem Verlauf zu einem großen Teil die Grenze zwischen den Grafschaften Suffolk im Norden und Essex im Süden. Er entspringt im Osten von Cambridgeshire und mündet bei Harwich in die Nordsee.

## Verlauf
Der Fluss entspringt in Wratting Common bei Weston Colville, Cambridgeshire, tangiert den Osten Haverhills, durchfließt zunächst in südlicher Richtung und dann nach Osten schwenkend die Orte Cavendish, Bures, Sudbury, Nayland, Stratford St Mary und Dedham. Er fließt weiter durch das Dedham Vale, eine Area of Outstanding Natural Beauty (AONB), durch Manningtree in Essex und erreicht bei Harwich die Nordsee. Der Gezeitenstrom reicht bis Manningtree.
Dedham Vale ist der östliche Bereich des Stour, benannt nach dem Ort Dedham in Essex. Er ist ein „Gebiet von außerordentlicher natürlicher Schönheit“ (AONB) zu beiden Seiten des Stour. Dedham Vale erstreckt sich mit einer Länge von ca. 22 km (14 Meilen) von Dedham im Osten bis nach Wormingford im Westen.
Das Gebiet wird auch als Constable country bezeichnet, denn der Maler John Constable (1776–1837), aufgewachsen in East Bergholt und Dedham, hat es in seinen Bildern häufig beschrieben – ebenso wie Thomas Gainsborough und Paul Nash.
Der Fluss hat eine große Bedeutung bei der Trinkwassergewinnung für den dicht besiedelten Süden der Grafschaft Essex. Der abseits des Flusslaufs liegende Stausee Abberton Reservoir wird über ein Pumpwerk mit Wasser des River Stour gespeist. Es speichert Niederschläge des Winters für die Trinkwasserversorgung im Sommer. 1971 wurde das Ely Ouse–Essex water transfer scheme fertiggestellt, mit dem Wasser aus der Great Ouse zum River Stour übergeleitet wird, um die Versorgungssicherheit im niederschlagsarmen Essex zu erhöhen.

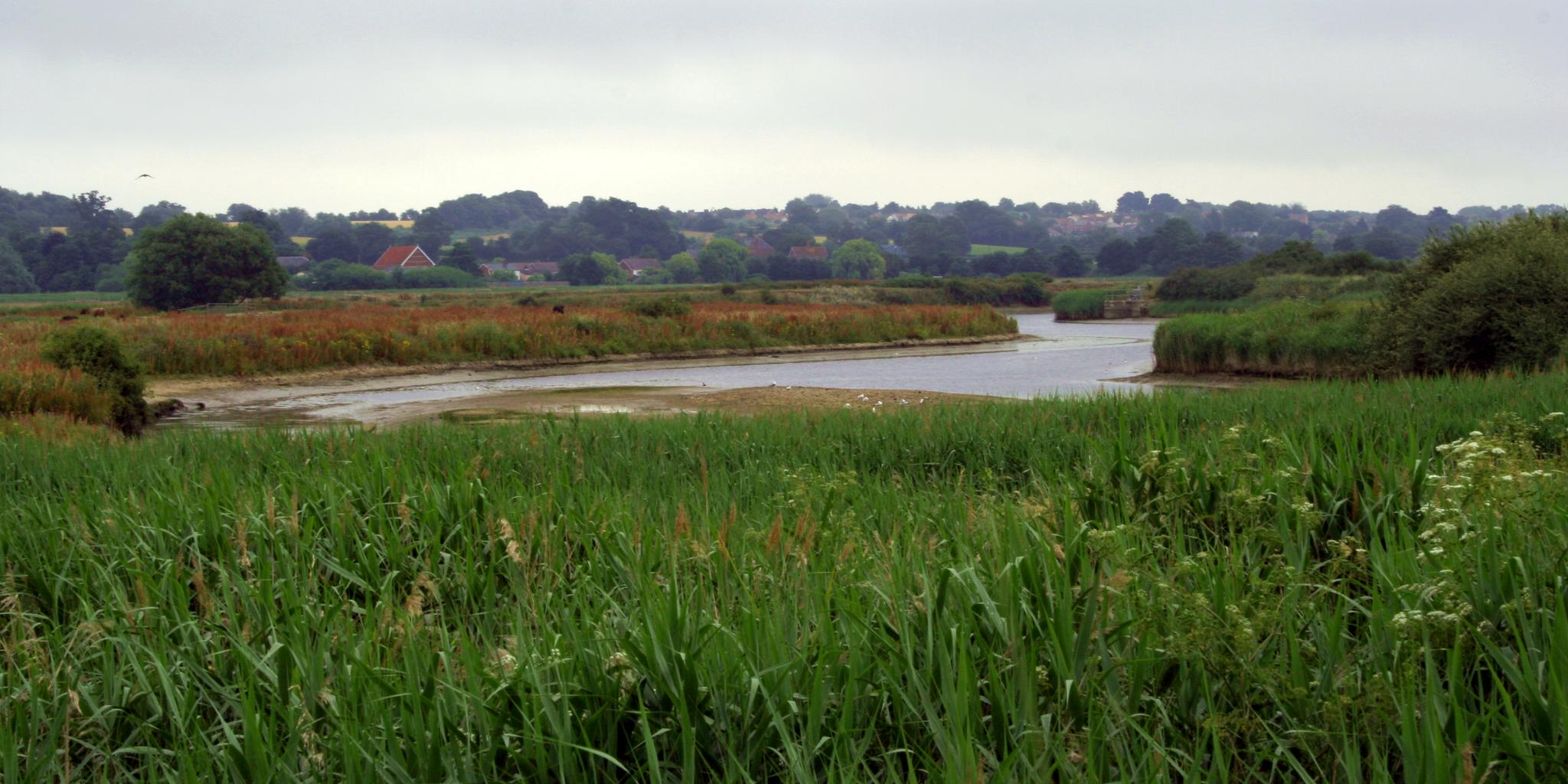
Dedham Vale bei Manningtree
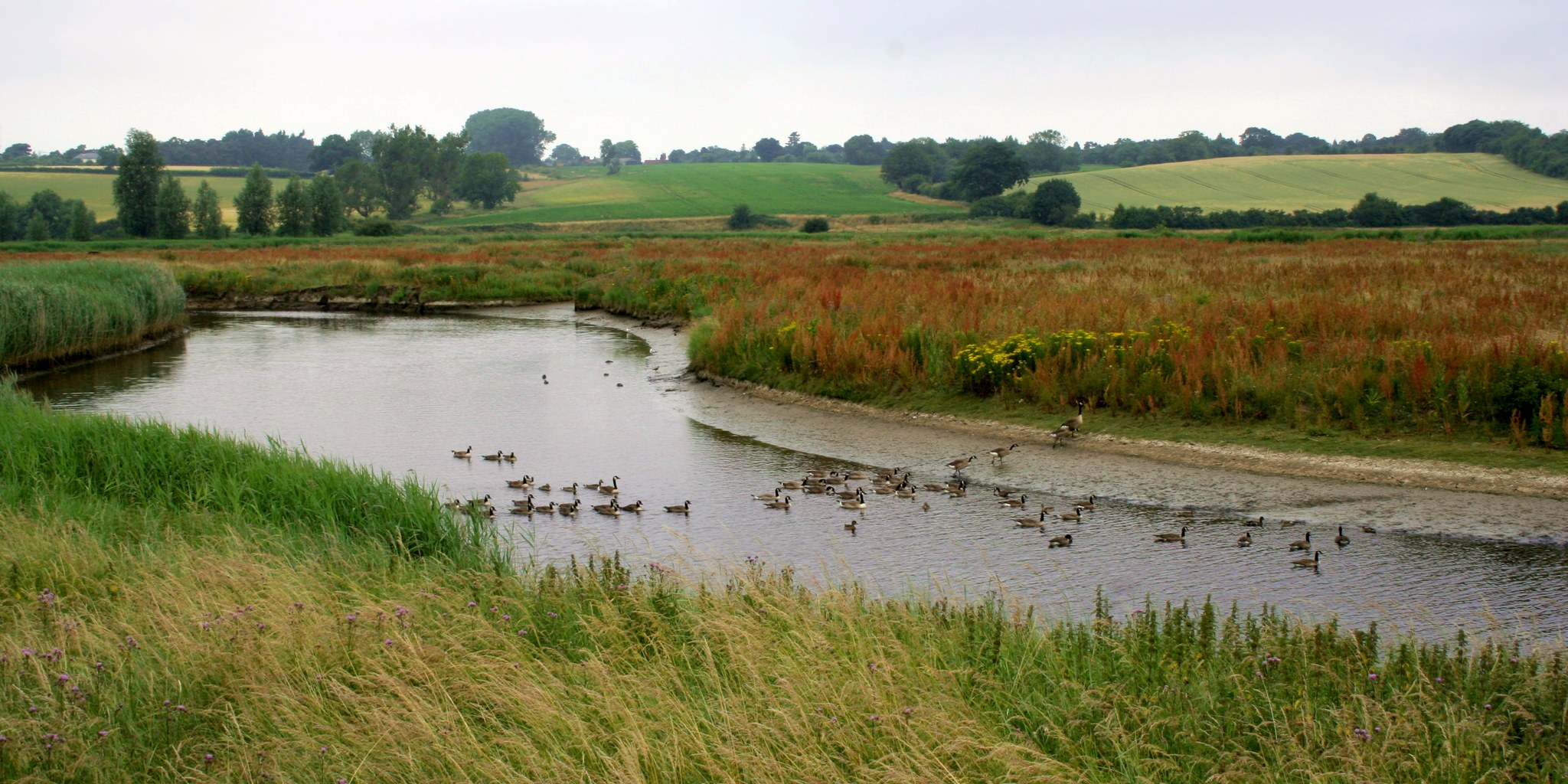
River Stour bei Manningtree